# Championnat de France féminin de hockey sur glace 2013-2014
Saison précédente Saison suivante
La saison 2013-2014 est la 28e édition du Championnat de France féminin de hockey sur glace.

## Championnat féminin Élite

### Équipes engagées
Elles sont au nombre de quatre : 
- Jokers de Cergy ;
- Albatros de Brest ;
- Bisons de Neuilly-sur-Marne ;
- Rapaces de Gap.

### Formule de la saison
Les équipes sont rassemblées au sein d'une poule unique et se rencontrent en double aller-retour. Pour limiter les déplacements, deux matchs sont joués lors de chaque confrontation. Suit ensuite une phase finale à laquelle l'équipe vainqueur du Championnat féminin excellence participe.
Les points sont attribués de la manière suivante : 
- 2 points pour une victoire ;
- 1 point pour un nul ;
- 0 point pour une défaite.

### Saison régulière
Elle est disputée du 5 octobre 2013 au 16 février 2014.
| Équipes           | Brest | Cergy-Pontoise | Gap | Neuilly-sur-Marne |
| Brest             |       | 0-6            | 0-5 | 0-7               |
| Brest             | 0-12  | 0-5            | 0-7 |                   |
| Cergy-Pontoise    | 9-0   |                | 3-1 | 2-3               |
| Cergy-Pontoise    | 12-0  | 3-4            | 1-0 |                   |
| Gap               | 5-1   | 2-7            |     | 1-10              |
| Gap               | 8-0   | 0-3            | 1-2 |                   |
| Neuilly-sur-Marne | 4-1   | 2-2            | 2-1 |                   |
| Neuilly-sur-Marne | 8-0   | 7-1            | 7-2 |                   |

Le score de l'équipe à domicile, située dans la colonne de gauche, est inscrit en premier.
| Clt   | Équipe                      | PJ | V  | D  | N | BP | BC | Diff | Pts |
| ----- | --------------------------- | -- | -- | -- | - | -- | -- | ---- | --- |
| +001, | Bisons de Neuilly-sur-Marne | 12 | 10 | 1  | 1 | 59 | 12 | +47  | 21  |
| +002, | Jokers de Cergy             | 12 | 8  | 3  | 1 | 61 | 19 | +42  | 17  |
| +003, | Rapaces de Gap              | 12 | 5  | 7  | 0 | 35 | 38 | -3   | 10  |
| +004, | Albatros de Brest           | 12 | 0  | 12 | 0 | 2  | 88 | -86  | 0   |

### Phase finale
La phase finale se déroule les 1er et 2 mars 2014. Elle est jouée sous la forme d'une coupe. En demi-finales, l'équipe ayant fini première de la saison régulière affronte l'équipe ayant fini quatrième tandis que les équipes ayant fini deuxième et troisième s'opposent dans la seconde demi.
|  | Demi-finales                    | Demi-finales                    |                        |    | Finale                      | Finale                      |
|  | Demi-finales                    | Demi-finales                    |                        |    | Finale                      | Finale                      |
|  |                                 |                                 |                        |    |                             |                             |
|  | 1er mars 2014, Alp'Arena, Gap   | 1er mars 2014, Alp'Arena, Gap   |                        |    | 2 mars 2014, Alp'Arena, Gap | 2 mars 2014, Alp'Arena, Gap |
|  | 1er mars 2014, Alp'Arena, Gap   | 1er mars 2014, Alp'Arena, Gap   |                        |    | 2 mars 2014, Alp'Arena, Gap | 2 mars 2014, Alp'Arena, Gap |
|  | (2) Jokers de Cergy             | 4                               |                        |    | 2 mars 2014, Alp'Arena, Gap | 2 mars 2014, Alp'Arena, Gap |
|  | (2) Jokers de Cergy             | 4                               |                        |    | 2 mars 2014, Alp'Arena, Gap | 2 mars 2014, Alp'Arena, Gap |
|  | (3) Rapaces de Gap              | 5                               |                        |    | 2 mars 2014, Alp'Arena, Gap | 2 mars 2014, Alp'Arena, Gap |
|  | (3) Rapaces de Gap              | 5                               | (3) Rapaces de Gap     | 0  |                             |                             |
|  | 1er mars 2014, Alp'Arena, Gap   |                                 | (3) Rapaces de Gap     | 0  |                             |                             |
|  |                                 | (1) Bisons de Neuilly-sur-Marne | 4                      |    |                             |                             |
|  | (1) Bisons de Neuilly-sur-Marne | (1) Bisons de Neuilly-sur-Marne | 4                      | 11 |                             |                             |
|  | (1) Bisons de Neuilly-sur-Marne |                                 |                        | 11 |                             |                             |
|  | (4) Albatros de Brest           | 2                               |                        |    |                             |                             |
|  | (4) Albatros de Brest           | 2                               | Match pour la 3e place |    |                             |                             |
|  |                                 |                                 |                        |    |                             |                             |
|  | 2 mars 2014, Alp'Arena, Gap     |                                 |                        |    |                             |                             |
|  |                                 |                                 |                        |    |                             |                             |
|  | (2) Jokers de Cergy             | 10                              |                        |    |                             |                             |
|  | (2) Jokers de Cergy             | 10                              |                        |    |                             |                             |
|  | (4) Albatros de Brest           | 0                               |                        |    |                             |                             |
|  | (4) Albatros de Brest           | 0                               |                        |    |                             |                             |

## Championnat Féminin Excellence

### Équipes engagées
Elles sont au nombre de sept réparties en deux poules régionales :
| Poule Ouest - Drakkars de Caen - Jokers de Cergy 2 - Bisons de Neuilly-sur-Marne 2 - Pays de la Loire - Louves de Saint-Ouen | Poule Est - Languedoc-Roussillon - Chamois de Chamonix/Yétis du Mont-Blanc |

### Formule de la saison
Les équipes engagées sont réparties en deux poules régionales jouées en matchs aller-retour. Les deux premiers de chaque poule se qualifient pour le carré final.
Les points sont attribués de la manière suivante : 
- 2 points pour une victoire
- 1 point pour un nul
- 0 point pour une défaite

### Saison régulière
Elle est disputée du 14 septembre 2013 au 23 mars 2014.

#### Poule Ouest
| Équipes                       | Caen | Cergy 2 | Neuilly 2 | Pays de la Loire | Saint-Ouen |
| Drakkars de Caen              |      | 4-14    | 0-5       | 15-0             | 4-5        |
| Jokers de Cergy 2             | 10-0 |         | 15-1      | 6-0              | 4-1        |
| Bisons de Neuilly-sur-Marne 2 | 5-2  | 3-9     |           | 6-1              | 0-1        |
| Pays de la Loire              | 1-7  | 0-20    | -         |                  | 0-9        |
| Louves de Saint-Ouen          | 3-4  | 0-4     | 2-2       | 11-1             |            |

Le score de l'équipe à domicile, située dans la colonne de gauche, est inscrit en premier.
| Clt   | Équipe                        | PJ | V | D | N | BP | BC | Diff | Pts |
| ----- | ----------------------------- | -- | - | - | - | -- | -- | ---- | --- |
| +001, | Jokers de Cergy 2             | 8  | 8 | 0 | 0 | 86 | 9  | +77  | 16  |
| +002, | Louves de Saint-Ouen          | 8  | 4 | 3 | 1 | 32 | 19 | +13  | 9   |
| +003, | Bisons de Neuilly-sur-Marne 2 | 7  | 3 | 3 | 1 | 21 | 21 | +0   | 7   |
| +004, | Drakkars de Caen              | 8  | 3 | 5 | 0 | 37 | 48 | -11  | 6   |
| +005, | Pays de la Loire              | 7  | 0 | 7 | 0 | 3  | 82 | -79  | 0   |

- Qualifié pour les demi-finales

#### Poule Est
| Équipe domicile     | Score | Équipe extérieur    |
| Languedoc-Rou.      | 3-5   | Chamonix/Mont Blanc |
| Chamonix/Mont Blanc | 5-6   | Languedoc-Rou.      |
| Languedoc-Rou.      | 3-5   | Chamonix/Mont Blanc |
| Chamonix/Mont Blanc | 16-3  | Languedoc-Rou.      |
| Languedoc-Rou.      | 12-13 | Chamonix/Mont Blanc |

Le score de l'équipe à domicile, située dans la colonne de gauche, est inscrit en premier.
| Clt   | Équipe              | PJ | V | D | N | BP | BC | Diff | Pts |
| ----- | ------------------- | -- | - | - | - | -- | -- | ---- | --- |
| +001, | Chamonix/Mont-Blanc | 5  | 4 | 1 | 0 | 44 | 27 | +17  | 8   |
| +002, | Languedoc-Rou.      | 5  | 1 | 4 | 0 | 27 | 44 | -17  | 2   |

- Qualifé pour les demi-finales

### Phase finale
La phase finale se déroule les 19 et 20 avril 2014. Elle est jouée sous la forme d'un tournoi. Les équipes ayant terminé aux deux premières places de la poule A ainsi que les deux équipes finissant 1 et 2 au tournoi de barrage composent cette poule.